# The Romantics (banda)
The Romantics é uma banda estadunidense de new wave, formada na cidade de Detroit, em 1977. A banda adotou este nome (Os Românticos, em português) por ter sido formada no Dia dos namorados local (Valentine's Day). Melhor momento da banda foi com a música Talking In Your Sleep lançada na década de 80, pois fez sucesso. A mesma canção fez bastante sucesso no Brasil sendo incluída na trilha sonora internacional da novela "Transas e Caretas", exibida pela TV Globo em 1984.

## História
Os Romantics alcançaram popularidade moderada nos Estados Unidos, Canadá, partes da Ásia, Austrália, Europa e América Latina durante a primeira metade da década de 1980. Influenciado pelo rock dos anos 1960, principalmente, a música dos Kinks, The Who, Beatles, The Hollies, e os Rolling Stones, do rock de garagem e o hard rock de Detroit dos anos 1970 (representado por artistas como Iggy Pop, The Stooges, o MC5, e The Rationals), e inspirada no punk rock dos Ramones, a banda desempenhou uma variação mais pop do punk rock conhecida como power pop. A banda também é comumente classificada na categoria de New Wave (provavelmente devido mais a imagem da banda e pela época em que estavam no auge, a década de 1980).

## Discografia

### Álbuns de estúdio
- The Romantics - (1980)
- National Breakout - (1980)
- Strictly Personal - (1981)
- In Heat - (1983)
- Rhythm Romance - (1985)
- 61/49 - (2003)

### Álbuns ao vivo
- The King Biscuit Flower Hour Presents: The Romantics Live in Concert - (1996)